# 山形縣立保健醫療大學
山形县立保健医疗大学（日语：山形県立保健医療大学／やまがたけんりつほけんいりょうだいがく、Yamagata Prefectural University of Health Sciences）位于山形县山形市的日本公立大学。

## 沿革
- 1997年 山形县立保健医療短期大学成立
- 2000年 改为山形县立保健医療大学

## 学部
- 保健医療学部 
  - 护理学科
  - 理学疗法学科
  - 作業疗法学科
- 大学院 
  - 保健医療学研究科（预定于2005年设立）

## 周边环境
位于山形市北部，校区北侧有村山高濑川。经过河上的百岁桥，就到达山形县立中央医院，包括河流在内的整个周边环境，被称为健康的森林公园